# ۳ (آلبوم اسکریپت)
«۳» آلبومی از د اسکریپت است که در سال ۲۰۱۲ میلادی منتشر شد. ترانه مشهور تالار مشاهیر در این آلبوم قرار داشت.